# Seminaarinmäki
La colline du séminaire (en finnois : Seminaarinmäki) est un campus universitaire bâti sur une colline dans le quartier Mattilanpelto de Jyväskylä en Finlande,
.

## Histoire
Le lieu tient son nom du premier séminaire de formation des maîtres de Jyväskylä, qui est la première école de formation des maîtres en langue finnoise, qu'y est construit en 1863.
La proposition d'Uno Cygnaeus de fonder cet établissement à Jyväskylä est acceptée par le Sénat.
Uno Cygnaeus en sera le premier directeur.
Dès le début, l'institut accepte les hommes et les femmes.
Les premiers bâtiments sont construits sur la colline entre 1879 et 1883.
De nos jours, le lieu est connu comme étant l'ancien campus de l'université de Jyväskylä qui a été perçu à une époque comme étant le plus beau campus de Finlande.
Le campus de Seminaarinmäki abrite les départements de sciences humaines, de sciences de l'éducation et des sciences du sport.
La direction des musées de Finlande a classé Seminaarinmäki parmi les sites culturels construits d'intérêt national.

## Bâtiments de  Seminaarinmäki
| No  | Bâtiment               | Architecte                                | Construction           | Image | Coordonnées                  |
| --- | ---------------------- | ----------------------------------------- | ---------------------- | ----- | ---------------------------- |
|     | Bibliothèque d'Aalto   | Alvar Aalto                               | 1955                   |       | 62° 14′ 12″ N, 25° 43′ 57″ E |
|     | AaltoAlvari            | Alvar Aalto                               | 1955                   |       | 62° 14′ 11″ N, 25° 43′ 43″ E |
| A   | Athenaeum              | Arto Sipinen                              | 1976                   |       | 62° 14′ 16″ N, 25° 44′ 03″ E |
| E   | Bâtiment E             |                                           | 1989                   |       | 62° 14′ 15″ N, 25° 43′ 53″ E |
| D   | Educa                  | Konstantin Kiseleff Ludvig Isak Lindqvist | 1881                   |       | 62° 14′ 18″ N, 25° 44′ 07″ E |
| F   | Fennicum               | Konstantin Kiseleff Ludvig Isak Lindqvist | 1883                   |       | 62° 14′ 13″ N, 25° 43′ 57″ E |
| H   | Historica              | Konstantin Kiseleff                       | 1881                   |       | 62° 14′ 17″ N, 25° 44′ 05″ E |
| C   | Bâtiment principal     | Alvar Aalto                               | 1954                   |       | 62° 14′ 11″ N, 25° 43′ 57″ E |
|     | Philologica            | Alvar Aalto                               | 1954                   |       | 62° 14′ 06″ N, 25° 43′ 49″ E |
| X   | Proxima                | Alvar Aalto                               | 1954                   |       | 62° 14′ 14″ N, 25° 43′ 53″ E |
|     | Résidence des employés | Alvar Aalto                               | 1954                   |       | 62° 14′ 16″ N, 25° 43′ 53″ E |
| B   | Bibliothèque           | Arto Sipinen                              | 1974                   |       | 62° 14′ 16″ N, 25° 44′ 10″ E |
| L   | Bâtiment L             | Alvar Aalto                               | 1971                   |       | 62° 14′ 05″ N, 25° 43′ 43″ E |
| P   | Lozzi                  | Alvar Aalto                               | 1954                   |       | 62° 14′ 08″ N, 25° 43′ 51″ E |
| P   | Lyhty                  | Alvar Aalto                               | 1954                   |       | 62° 14′ 09″ N, 25° 43′ 53″ E |
| M   | Musica                 | Arto Sipinen                              | 1976                   |       | 62° 14′ 18″ N, 25° 44′ 04″ E |
|     | École primaire         | Ilmari Lahdelma Rainer Mahlamäki          | 2002                   |       | 62° 14′ 14″ N, 25° 43′ 44″ E |
| Y1  | Opinkivi               | Ilmari Lahdelma                           | 2003                   |       | 62° 14′ 05″ N, 25° 43′ 50″ E |
| O   | Oppio                  | Konstantin Kiseleff Helge Rancken         | 1882                   |       | 62° 14′ 14″ N, 25° 44′ 05″ E |
|     | Maison Parviainen      | Wäinö Gustaf Palmqvist                    | 1908                   |       | 62° 14′ 12″ N, 25° 44′ 11″ E |
|     | Pitkäkatu 1 A          | Kerttu Tamminen                           | 1929                   |       | 62° 14′ 08″ N, 25° 43′ 37″ E |
|     | Pitkäkatu 1 B          | Yrjö Blomstedt Hjalmar Åberg              | 1903                   |       | 62° 14′ 06″ N, 25° 43′ 35″ E |
|     | Pitkäkatu 1 C          | Yrjö Blomstedt Hjalmar Åberg              | 1903                   |       | 62° 14′ 04″ N, 25° 43′ 33″ E |
|     | Pitkäkatu 1 C1         | Olavi Kivimaa                             | 1952                   |       | 62° 14′ 03″ N, 25° 43′ 32″ E |
| J   | Maison du jardinier    | Konstantin Kiseleff                       | 1882                   |       | 62° 14′ 14″ N, 25° 44′ 02″ E |
|     | Ryhtilä                |                                           | 1895                   |       |                              |
| Reh | Rehtoraatti            | Wivi Lönn                                 | 1851                   |       | 62° 14′ 14″ N, 25° 44′ 12″ E |
| S   | Seminarium             | Konstantin Kiseleff                       | 1883                   |       | 62° 14′ 14″ N, 25° 43′ 59″ E |
| T   | Bâtiment T             | Arto Sipinen                              | 1974                   |       | 62° 14′ 15″ N, 25° 44′ 07″ E |
|     | Grange de Taavettila   | inconnu Yrjö Blomstedt                    | avant 1833 années 1900 |       | 62° 14′ 09″ N, 25° 44′ 02″ E |
|     | Työtupa                | Yrjö Blomstedt Hjalmar Åberg              | 1902                   |       | 62° 14′ 07″ N, 25° 43′ 35″ E |
| U   | Salle de sport U1      | Alvar Aalto                               | 1953                   |       | 62° 14′ 12″ N, 25° 43′ 46″ E |
| U   | Salle de sport U2      | Alvar Aalto                               | 1955                   |       | 62° 14′ 09″ N, 25° 43′ 44″ E |
| V   | Villa Rana             | Yrjö Blomstedt                            | 1905                   |       | 62° 14′ 12″ N, 25° 44′ 06″ E |
| Y   | Ilokivi                | Alvar Aalto                               | 1964                   |       | 62° 14′ 06″ N, 25° 43′ 52″ E |